# 西马口湖
西马口湖是一个位于中国湖北省武穴市、黄冈市的淡水湖，面积约为3.09平方千米，属于长江区。它的一级流域为长江流域，二级流域为长江干流水系。